# Hiroki Oka
Hiroki Oka (jap. 岡大生 Oka Hiroki; ur. 18 kwietnia 1988 w prefekturze Aichi) – japoński piłkarz występujący na pozycji bramkarza.

## Kariera piłkarska
Od 2011 roku występował w Ventforet Kōfu i JEF United Ichihara Chiba.